# Bothrioplana bohemica
Bothrioplana bohemica is een platworm (Platyhelminthes). De worm is tweeslachtig.
Het geslacht Bothrioplana, waarin de platworm wordt geplaatst, wordt tot de familie Bothrioplanidae gerekend. De wetenschappelijke naam van de soort werd voor het eerst geldig gepubliceerd in 1895 door Vejdovsky.